# Østerby (ved Flensborg)
 For alternative betydninger, se Østerby. (Se også artikler, som begynder med Østerby)
Østerby (dansk) eller Osterby (tysk) er en landsby og kommune beliggende på gesten omtrent 12 km vest for Flensborg i det nordlige Sydslesvig og tæt ved den dansk-tyske grænse. Administrativt hører kommunen under Slesvig-Flensborg kreds i den tyske delstat Slesvig-Holsten. Kommunen samarbejder på administrativt plan med andre kommuner i omegnen i Skovlund kommunefællesskab (Amt Schafflund). I kirkelig henseende hører Østerby under Medelby Sogn. Sognet lå i Kær Herred, Tønder Amt), da Slesvig var dansk indtil 1864.
Østerby er første gang nævnt i 1400-tallet. Stednavnet henføres til landsbyens beliggenhed øst for sognebyen Medelby.
Østerby er præget af landbrugserhvervet. Højeste punkt i kommunen er den skovklædte Lundtop. Den ved den dansk-tyske grænse beliggende Østerby Mose er en del af den grænseoverskrivende Frøslev-Jardelund Mose (se også Frøslev Mose).